# Bình vôi

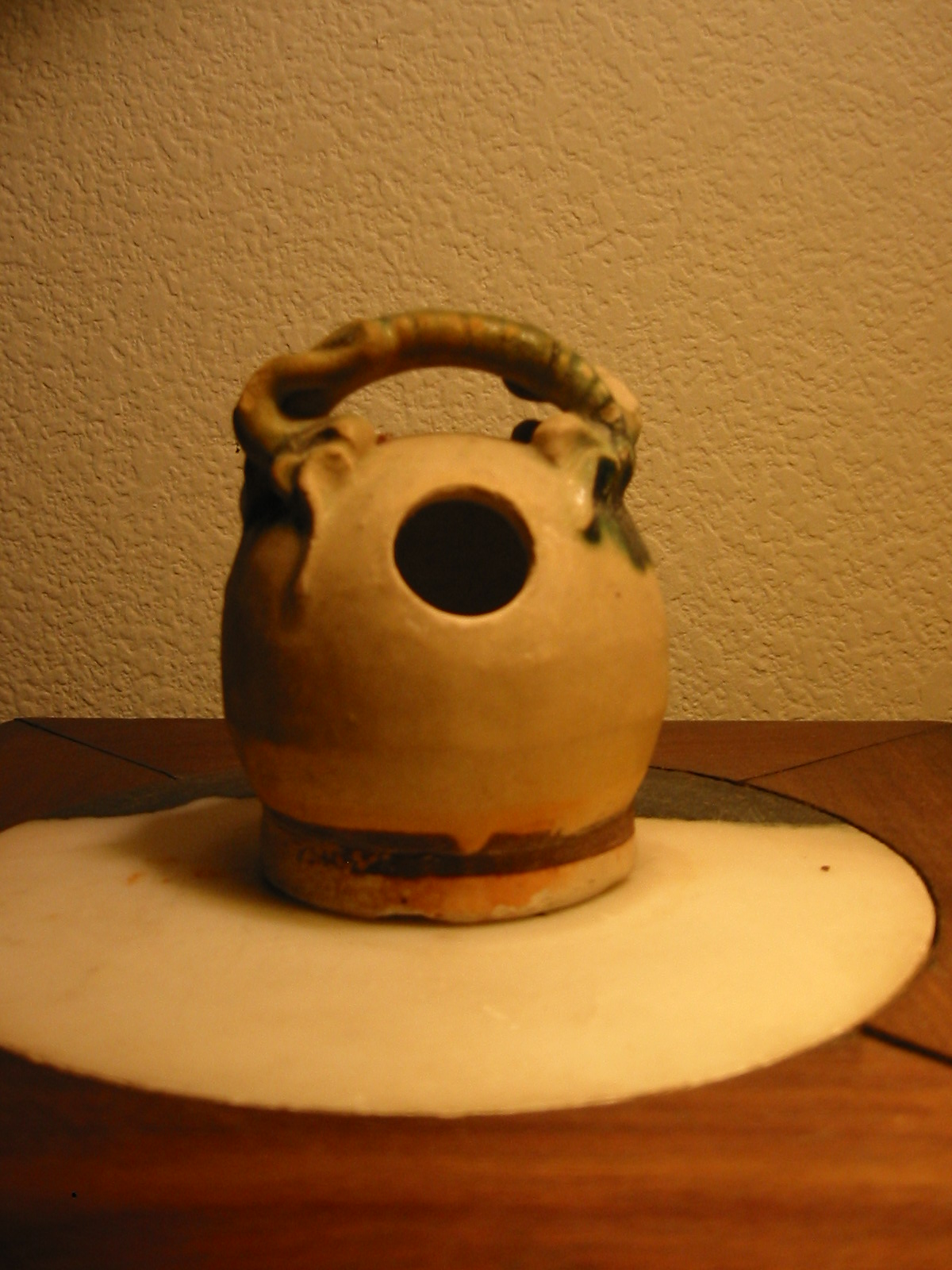
Bình vôi bằng gốm

Bình vôi là một loại gia dụng để đựng vôi trong tục ăn trầu. Bình vôi thường làm bằng gốm, nhưng cũng có thể làm bằng kim loại. Ở Việt Nam bình vôi từng là một vật không thể thiếu trong việc giao tế cũng như lễ nghi gắn liền với tục ăn trầu.

## Lịch sử và hình dáng
Theo truyền thuyết thì tục ăn trầu ở Việt Nam có từ thời vua Hùng Vương thứ 4, và theo đó bình vôi có thể đã có mặt từ thời thượng cổ nhưng khảo cổ học chưa phát hiện được bình vôi nào thuộc thời kỳ văn hóa Đông Sơn. Tính đến cuối thế kỷ 20 thì bình vôi cổ nhất tìm được ở Việt Nam mang niên đại thế kỷ thứ tư, khai quật được trong ngôi cổ mộ thời Bắc thuộc.
Bình vôi thường có dáng tròn bẹp, trổ một lỗ làm miệng ở vai bình, chân có đế, và trên chóp có quai xách.
Sang thế kỷ 18-19 bình vôi còn được các phường gốm ở Trung Hoa, Pháp và Anh sản xuất theo thị hiếu của người Việt để bán sang thị trường Việt Nam.

## Địa vị văn hóa
Bình vôi trong xã hội Việt Nam cổ truyền có chức năng như một vị thần cai quản mọi việc thường nhật trong gia đình nên được gọi là "Ông bình vôi" hay "Ông vôi", tương tự như "Ông táo" trong bếp. Vì vậy mà bình vôi được lưu trữ cẩn thận. Nếu lỡ bị hư hại, sứt mẻ thì cũng không đem vứt đi mà đem treo ở gốc đa hoặc đưa ra nghĩa địa đặt lên mộ tiền nhân. Bình vôi đặc ruột vì bị vôi lâu ngày đóng cứng lại không dùng được nữa cũng sẽ chung số phận sống ở gốc đa.

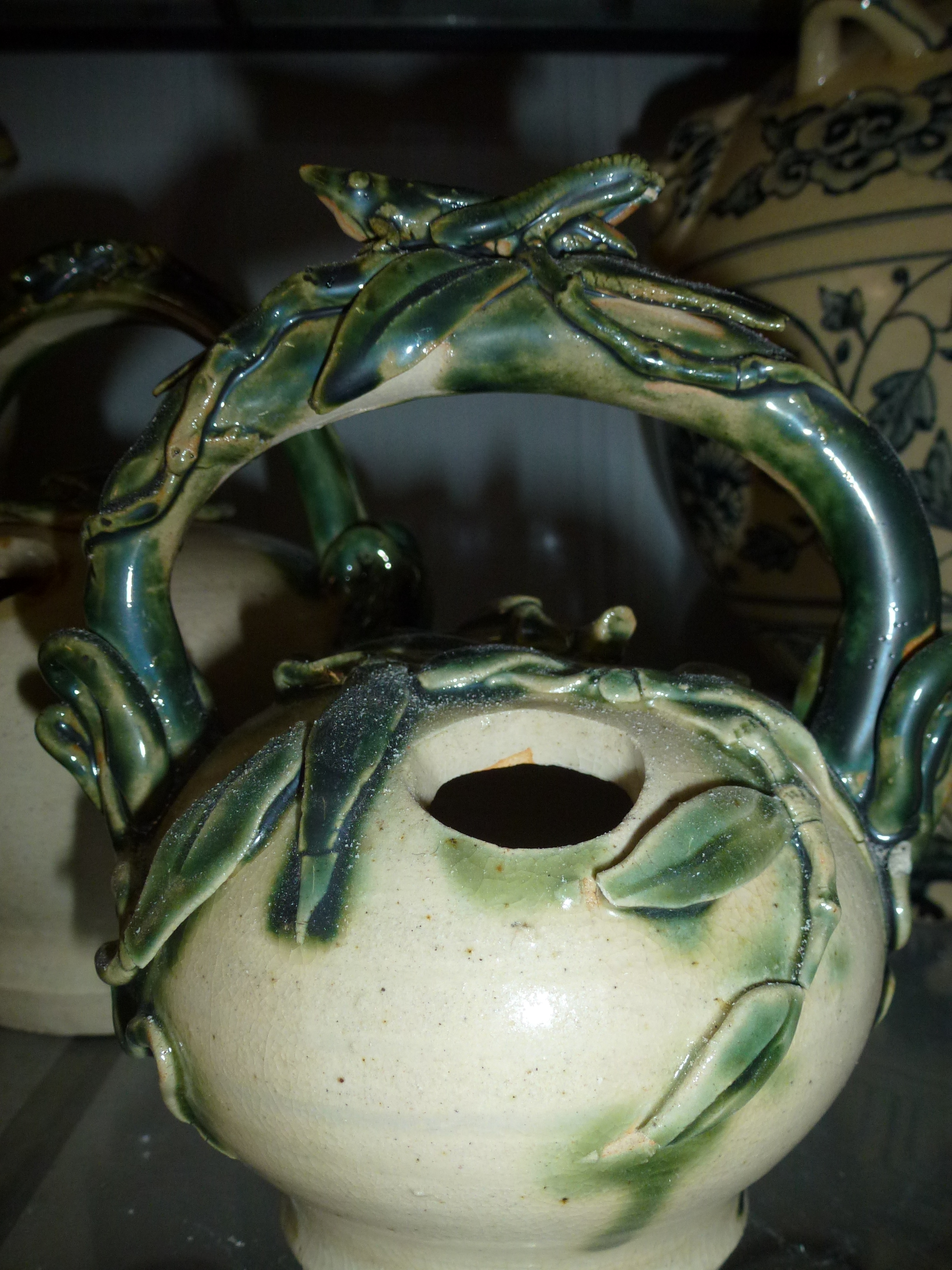
Bình vôi bằng gốm Bát Tràng

## Trong văn học
Trong Phong trào Nhân Văn-Giai Phẩm, năm 1956, Lê Đạt có bài thơ "Ông bình vôi" để phê phán những cán bộ sống lâu lên lão làng nhưng "càng lớn càng đặc" trong đó có những câu: 
Những kiếp người sống lâu trăm tuổi
Y như một cái bình vôi
Càng sống càng tồi
Càng sống càng bé lại...
Từ đó, Phan Khôi viết thành truyện ngắn "Ông bình vôi"  Ngoài ra, kho tàng truyện cổ tích Việt Nam cũng có câu chuyện Sự tích chiếc bình vôi.